# Groszkowo (województwo pomorskie)
Groszkowo – wieś w Polsce położona w województwie pomorskim, w powiecie nowodworskim, w gminie Sztutowo na obszarze Żuław Wiślanych. Wieś jest siedzibą sołectwa Groszkowo w którego skład wchodzi również miejscowość Grochowo Pierwsze.
| SIMC    | Nazwa     | Rodzaj |
| ------- | --------- | ------ |
| 0158882 | Groszkowo | osada  |

W latach 1975–1998 miejscowość administracyjnie należała do województwa elbląskiego.